# Entity Framework
Entity Framework (EF) è un framework open source object-relational mapping (ORM) per ADO.NET. In principio era integrato in .NET Framework, ma dalla versione 6 di Entity framework è stato separato da .NET framework.

## Panoramica
Entity Framework è un insieme di tecnologie in ADO.NET che supportano lo sviluppo di applicazioni software orientate ai dati. Architetti e sviluppatori di applicazioni orientate ai dati hanno in genere combattuto con la necessità di raggiungere due obiettivi molto diversi, modellare le entità, le relazioni e la logica dei problemi aziendali che stanno risolvendo e lavorare con i motori di dati utilizzati per archiviare e recuperare i dati. I dati possono estendersi su più sistemi di archiviazione, ognuno con i propri protocolli; anche le applicazioni che funzionano con un singolo sistema di archiviazione devono bilanciare i requisiti del sistema di archiviazione con i requisiti di scrittura di codice di applicazione efficiente e gestibile.
Entity Framework consente agli sviluppatori di lavorare con i dati sotto forma di oggetti e proprietà specifici del dominio, come, ad esempio, i clienti e gli indirizzi dei clienti, senza doversi preoccupare delle tabelle e delle colonne del database sottostante in cui sono archiviati questi dati. Con Entity Framework, gli sviluppatori possono lavorare a un livello più alto di astrazione quando si occupano di dati e possono creare e mantenere applicazioni orientate ai dati con meno codice rispetto alle applicazioni tradizionali.